# روکهولتس
روکهولتس (به آلمانی: Rückholz) یک شهر در آلمان است که در استالگوی واقع شده‌است.